# Mew Amazing
Lê Đức Hùng (sinh ngày 5 tháng 1 năm 1990), thường được biết đến với nghệ danh Mew Amazing, là một nam nhạc sĩ, ca sĩ kiêm nhà sản xuất thu âm người Việt Nam. Anh là người từng giành được hai giải Cống hiến trong sự nghiệp.

## Tiểu sử
Mew Amazing xuất thân là sinh viên khoa ngoại ngữ trường đại học HUFLIT và được chú ý từ những chương trình văn nghệ sinh viên. Sau đó anh lập một ban nhạc acoustic mang tên Đậu Bắp với 6 thành viên, trong đó có hai thí sinh Giọng hát Việt ở mùa đầu tiên là Trúc Nhân (đội Thu Minh) và Thảo Nguyên (đội Trần Lập).
Năm 2013, Mew Amazing tham gia Giọng hát Việt, là thí sinh trong đội ca sĩ Mỹ Linh và dừng chân ở vòng đối đầu. Sau đó, chính Mỹ Linh đã giới thiệu ca khúc "Bác làm vườn và con chim sâu" do anh sáng tác tới dự thi chương trình Bài hát Việt.
Sau khi rời chương trình, anh lấy nghệ danh là Mew Amazing.
Năm 2023, anh tham gia chương trình La cà hát ca với vai trò giám đốc âm nhạc và ca sĩ trong một số tập.

## Sản phẩm âm nhạc
- Cơn mưa hiếu kỳ
- Ừ thì
- Sao lại khóc
- Còn một giấc mơ
- Gặp tôi mùa rất đông (Nguyễn Đình Thanh Tâm)
- Tín hiệu (Nguyễn Đình Thanh Tâm)
- Hết hồn (lời Việt của bài อ๊อดแอด, Mr.K trình bày)
- Bác làm vườn và con chim sâu (Trúc Nhân)
- Morphine (Âu Bảo Ngân)
- Nói đi mà (Vicky Nhung)
- Thật bất ngờ (Trúc Nhân)
- Lần đầu (Bảo Anh)
- Người đứng xem (Dương Hoàng Yến)
- Casino (Will)
- Sau giờ về (Phạm Hồng Phước)
- Be Your Own Color (Huỳnh Minh Thủy)
- Say Ah (Trọng Hiếu)
- Nhắm mắt lại (Yến Trang)
- Em đã quen (Cara Phương)
- Magic (Cara Phương)
- Về quê ăn Tết (Jun Phạm)
- Tránh ra cho bố đi
- I Am Diva (Thu Minh)
- Em nói anh rồi (Chi Pu)
- Sáng mắt chưa (Trúc Nhân)
- Tết xa hóa gần (Hòa Minzy)
- 1 cọng tóc mai (Tóc Tiên ft. Hoàng Touliver)
- 906090 (Tóc Tiên)
- Vì anh là vậy (đồng sáng tác với Trọng Hiếu) (Trọng Hiếu)
- Về miền Tây (Jun Phạm ft. Myra Trần)
- Em khóc được rồi (Phượng Vũ)
- Not My Only (Phượng Vũ)
- Có gì khó đâu (Orange, Jsol, Đỗ Hoàng Dương)
- Am I Clear? (Tóc Tiên ft. Trọng Hiếu)
- Bát cơm mặn (đồng sáng tác với Orange) (Orange)
- Flex Tết nhẹ-nhàn (viết lời trên nền nhạc "Thật bất ngờ") (Trúc Nhân) (quảng cáo tập đoàn Hòa Phát)
- Bữa tiệc phù hoa (Light Up The Party) (đồng sáng tác với Touliver) (Hoàng Rob ft. Touliver, Hồ Ngọc Hà)
- Không ra gì (Trúc Nhân)
- OK Hết! (Bùi Công Nam)
- Đậm đà (đồng sáng tác với Monotape) (Tóc Tiên)

## Giải thưởng
- Bài hát của tháng của Bài hát Việt tháng 10 năm 2013
- Bài hát của năm của Giải thưởng Âm nhạc Cống hiến[3] năm 2015
- Nhạc sĩ của năm của Giải thưởng Âm nhạc Cống hiến năm 2015